# 阿部浩二
阿部 浩二（あべ こうじ、1986年4月7日 - ）は、日本のシンガーソングライター。愛媛県松山市出身。

## 略歴・人物
松山市で19歳まで過ごし、その後上京。ギターを片手に世界中を旅するストリート・ミュージシャンになる。「お台場・ZeppTokyo」「赤坂BLITZ」「品川区立総合区民会館（きゅりあんホール）」「代官山・晴れたら空に豆まいて」「吉祥寺・STAR PINE’CAFE」などの会場で定期的にワンマンライブをおこない全会場を完売で終える。TAIL RACORDより全国リリース。「遮光カーテン」がCMソングとなりラジオなどでも話題になる。2022年12月3日「日比谷野外音楽堂」にてワンマンライブを開催予定。

## CMソング
| 曲名         | |
| ------------ | --- |
| 遮光カーテン | はじめてでも、あんしん。“無料”で使える弥生のクラウド確定申告ソフト 「壁編」 「ストロー編」 「サボテン編」 |